# Барчук Віктор Богданович
Віктор Богданович Барчук (нар. 16 лютого 1987) — український футболіст, що грав на позиції півзахисника. Відомий за виступами у команді української першої ліги «Прикарпаття» з Івано-Франківська.

## Клубна кар'єра
Віктор Барчук з 2004 року знаходився у складі команди другої ліги «Факел» з Івано-Франківська, проте дебютував у складі команди лише в сезоні 2006—2007 років, та провів у її складі 6 матчів. У сезоні 2007—2008 років івано-франківську команду перейменували на «Прикарпаття», та включили до складу першої ліги замість розформованого «Спартака». Барчук продовжив виступи вже в першоліговій команді, проте він не зразу став гравцем основного складу команди, й лише з сезону 2009—2010 років став гравцем основного складу. У складі «Прикарпаття» футболіст грав до закінчення сезону 2010—2011 років. загалом зіграв у першій лізі 60 матчів. У кінці 2011 року Барчук перебував у таборі тернопільської «Ниви», проте на поле не виходив. З 2012 до 2019 року Віктор Барчук грав у низці аматорських команд Івано-Франківської області.